# Henry Kirke White
Henry Kirke White, född den 21 mars 1785 i Nottingham, död den 19 oktober 1806, var en engelsk skald.
White förvärvade på egen hand språkkunskaper och kom till Cambridges universitet, men ådrog sig genom övermått i studier ett lunglidande, som snart sänkte honom i graven. Hans vän skalden Southey utgav 1807-22 hans efterlämnade dikter (Remains, 3 band) jämte ett företal, som väckte allmän sympati för den i förtid bortryckte diktaren, och flera upplagor har utkommit av dessa poem; urval utgavs av Harry Kirke Swann och John Drinkwater. "De sakna kraft och djup, men andas ett mildt behag", heter det i Nordisk familjebok.